# Ferula tatarica
Ferula tatarica är en flockblommig växtart som beskrevs av Fisch. och Spreng.. Ferula tatarica ingår i släktet stinkflokesläktet, och familjen flockblommiga växter. Inga underarter finns listade i Catalogue of Life.